# Salar de Uyuni
Salar de Uyuni nebo také Salar de Tunupa je největší solná pláň na světě, jež byla dříve dnem jezera. Má rozlohu 10 582 km² (přibližně jako rozloha Libanonu, resp. 25× větší než solná pláň Bonneville Salt Flats v Utahu v USA). Nachází se v departementech Potosí a Oruro na jihu Bolívie v blízkosti hřebenu And v nadmořské výšce 3650 m. Je pozůstatkem pleistocenního jezera Ballivián.

## Fauna
Každý rok v listopadu zde přebývají tři druhy jihoamerických plameňáků (chilský, Jamesův, andský).

## Využití

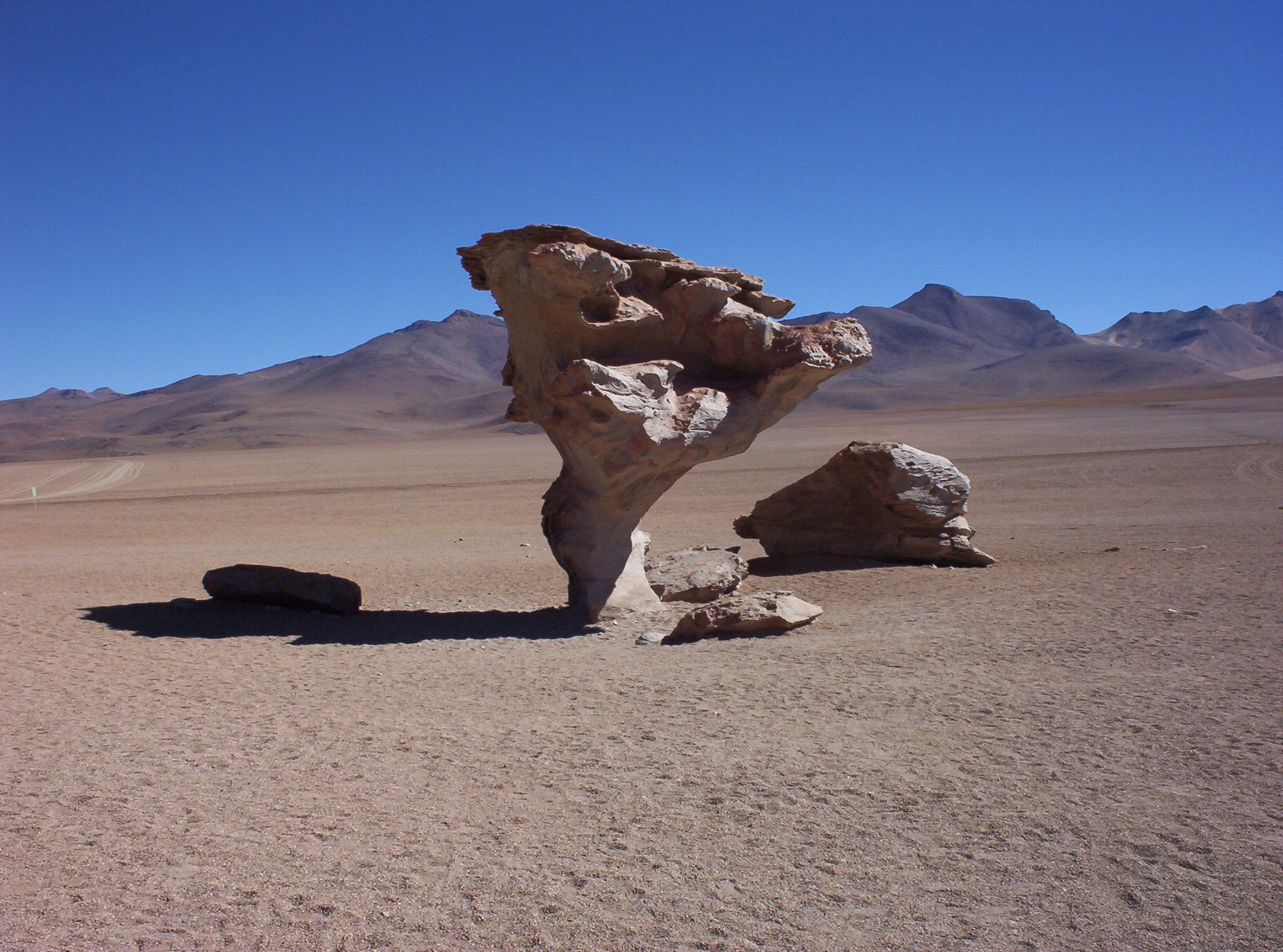
Árbol de Piedra (Kamenný strom), skalní útvar v poušti Siloli

### Těžba

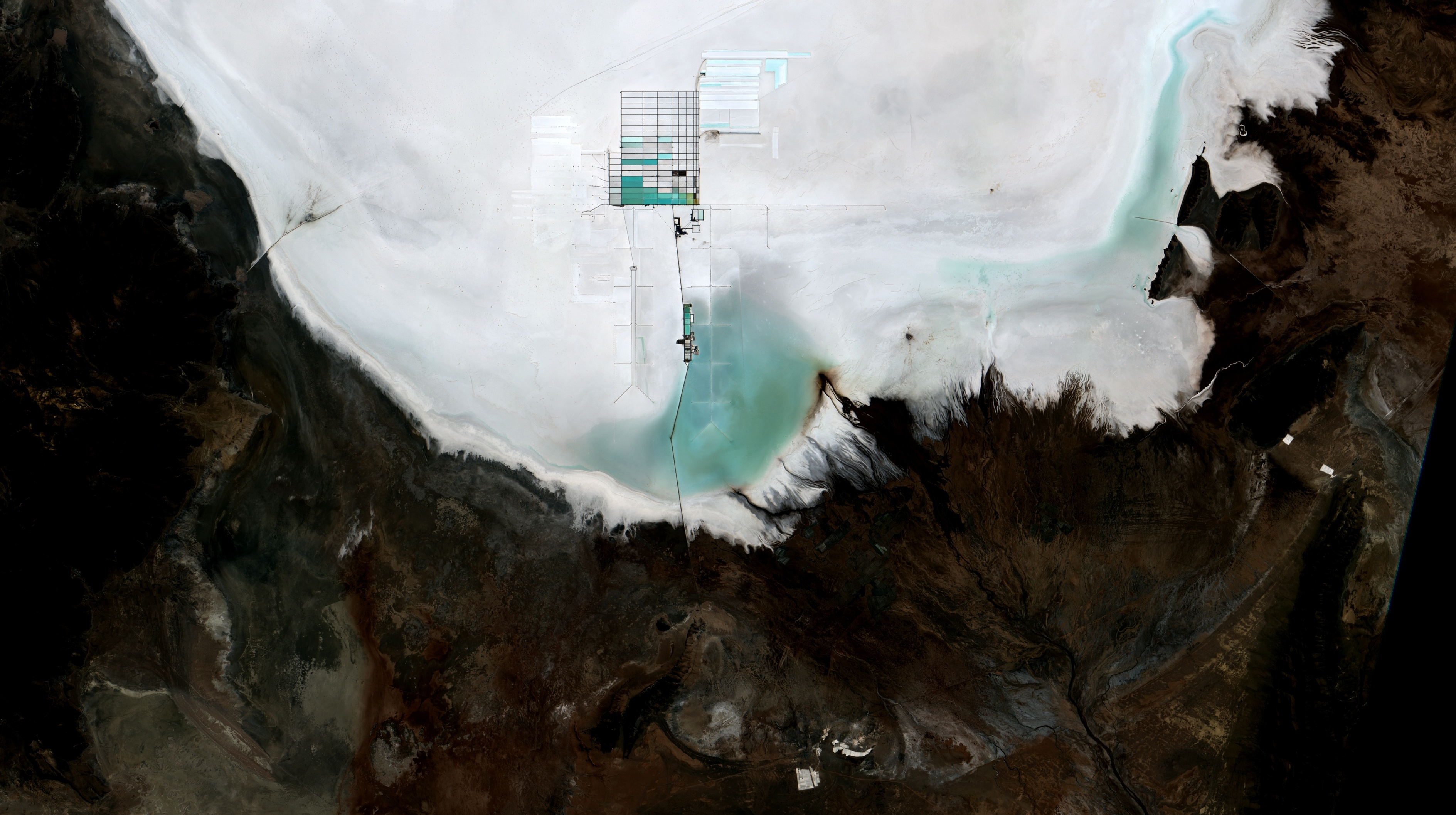
Pohled shora na těžbu lithia v Salar de Uyuni.

Hlavní zastoupené minerály jsou halit a sádrovec. Pláň obsahuje 10 miliard tun soli, z čehož je 25 tisíc tun ročně těženo společností Colchani. Těžaři pracují od rána do večera bez odpočinku za pomoci žvýkání koky. Solná krusta, jež pokrývá pláň a slouží jako zdroj soli, kryje též slané jezero nesmírně bohaté na lithium. Obsahuje asi 50 až 70 % světové zásoby lithia, které se zde také těží.

### Turistika
Solná pláň se také stala turistickou atrakcí, jež zahrnuje hotel postavený ze soli (který však byl z důvodu výrazně negativního působení na okolní životní prostředí uzavřen a nyní slouží již jen jako muzeum) a několik tzv. ostrovů, např. Isla del Pescado (Rybářský ostrov).

## Historie
Před 40 tisíci lety byl prostor solné pláně součástí obrovského prehistorického jezera Minchin. Když toto jezero vyschlo, zůstala po něm dvě jezera – Poopó a Uru Uru a dvě solné pláně – Salar de Coipasa a Salar de Uyuni.

## Zajímavosti

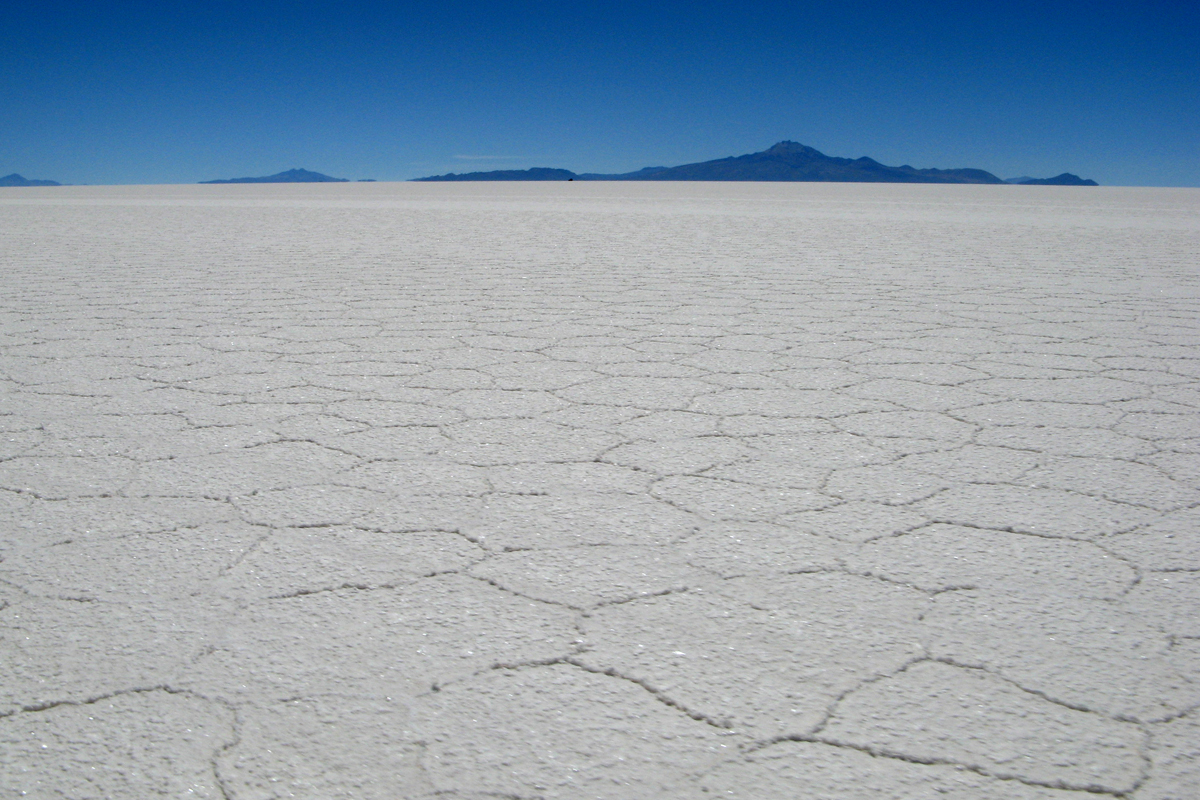
Salar de Uyuni je největší solná pláň na světě

- Jednou ročně dochází na Salaru de Uyuni k záplavám[3] a tato solná pláň tak zvýší svoji odrazivost – stane se tak největším přirozeným zrcadlem na světě.
- Salar de Uyuni posloužilo agentuře NASA při kalibraci jejich družicového měření tloušťky ledovce na severním pólu (programu Ice Cloud Land Elevation Satellite) jako příklad rozsáhlé oblasti s konstantní nadmořskou výškou.

### Audiovizuální dokumenty
- Salar de Uyuni na YouTube, vlog-příspěvek časopisu GOOD magazine